# Linia 7 metra w Nowym Jorku

Mapa linii

Linia 7 – linia metra nowojorskiego. Jest oznaczona kolorem purpurowym na znakach stacji, znakach trasy oraz na oficjalnych mapach metra. Na swoim całym przebiegu nosi nazwę IRT Flushing Line.
Linia lokalna, obsługująca wszystkie stacje działa codziennie. Kursy ekspresowe działają w dni powszednie od 06:30 do 10:00 w kierunku Times Square i 15:00 do 22:00 w kierunku Flushing – Main Street. Linia ta przebiega nieopodal stadionu Citi Field.